# Mount Tukotok
Mount Tukotok ist ein 2540 m hoher Berg aus rotem Granit im Norden des ostantarktischen Viktorialands. In der Salamander Range der Freyberg Mountains ragt er 8 km ostsüdöstlich des Mount Apolotok auf.
Die Übersetzung des aus der Sprache der Eskimos entliehenen Namens lautet „der kleine Rote“. Diesen deskriptiven Namen verlieh ihm die Nordgruppe einer von 1963 bis 1964 durchgeführten Kampagne im Rahmen der New Zealand Geological Survey Antarctic Expedition.